# Список сайентистских церквей Христа
Сайенти́стская Це́рковь Христа́ (англ. Church of Christ, Scientist) — культовое сооружение религии Христианская наука, возникшей в конце 19 века в США. Большинство сайентистских церквей расположены в Америке, хотя известное число было построено и в Западной Европе, главным образом в Великобритании, Нидерландах и Германии.
Единственной церковью Христианской науки является Материнская церковь в Бостоне, по отношению к которой все остальные церкви являются филиалами (англ. branch church, «дочерняя церковь»). Нумерация филиалов происходит последовательно по мере возникновения новых общин в одном населённом пункте, однако определённый артикль the используется только в названии Материнской церкви — The First Church of Christ, Scientist.
Данная статья содержит ссылки на русскоязычные статьи о конкретных сайентистских церквях. Даггером (†) обозначаются закрытые церкви.

## Иллинойс
| Иллюстрация | Название по-русски  | Расположение | Оригинальное название                   |
| ----------- | ------------------- | ------------ | --------------------------------------- |
|             | Семнадцатая церковь | Чикаго       | Seventeenth Church of Christ, Scientist |

## Коннектикут
| Иллюстрация | Название по-русски | Расположение | Оригинальное название              |
| ----------- | ------------------ | ------------ | ---------------------------------- |
|             | Первая церковь     | Нью-Хейвен   | First Church of Christ, Scientist  |
|             | Первая церковь     | Хартфорд     | First Church of Christ, Scientist  |
|             | Вторая церковь     | Хартфорд     | Second Church of Christ, Scientist |

## Нью-Йорк
| Иллюстрация | Название по-русски                    | Расположение | Оригинальное название                                                                |
| ----------- | ------------------------------------- | ------------ | ------------------------------------------------------------------------------------ |
|             | Первая церковь †                      | Нью-Йорк     | First Church of Christ, Scientist                                                    |
|             | Вторая церковь (с 2003 года — Первая) | Нью-Йорк     | Second Church of Christ, Scientist (с 2003 года — First Church of Christ, Scientist) |

## Род-Айленд
| Иллюстрация | Название по-русски | Расположение | Оригинальное название             |
| ----------- | ------------------ | ------------ | --------------------------------- |
|             | Первая церковь     | Провиденс    | First Church of Christ, Scientist |